# Phạm Minh Tuyên (thẩm phán)
Phạm Minh Tuyên (sinh năm 1963) là thẩm phán cao cấp người Việt Nam. Ông hiện giữ chức vụ Giám đốc Học viện Tòa án, thành viên Hội đồng Khoa học Tòa án nhân dân tối cao. Ông là Đảng viên Đảng Cộng sản Việt Nam, học hàm Phó Giáo sư, học vị Tiến sĩ, Cao cấp lý luận chính trị, giảng viên đại học.

## Xuất thân và giáo dục
Phạm Minh Tuyên sinh năm 1963 trong gia đình nghèo, quê quán tại tỉnh Quảng Nam.
Năm 2006, ông bảo vệ thành công luận án Tiến sĩ Luật tại Viện Nhà nước và Pháp luật thuộc Viện Hàn lâm Khoa học và Xã hội Việt Nam.
Năm 2020, ông được phong học hàm Phó Giáo sư chuyên ngành Luật học.

## Sự nghiệp
Ông là đảng viên Đảng Cộng sản Việt Nam.
Từ năm 2010, Phạm Minh Tuyên là Phó Chánh án Tòa án nhân dân tỉnh Bắc Ninh, đồng thời là giảng viên Học viện Tòa án, Học viện Cảnh sát Nhân dân, Học viện Tư pháp, Học viện Chính trị - Hành chính quốc gia Hồ Chí Minh và Viện Nhà nước và Pháp luật thuộc Viện Hàn lâm Khoa học và Xã hội Việt Nam.
Ngày 23 tháng 1 năm 2015, Phạm Minh Tuyên, Phó Chánh án Tòa án nhân dân tỉnh Bắc Ninh, được Chánh án Tòa án nhân dân tối cao Việt Nam Trương Hòa Bình bổ nhiệm giữ chức vụ Chánh án Tòa án nhân dân tỉnh Bắc Ninh thay ông Nguyễn Trí Tuệ được điều động giữ chức Vụ trưởng Vụ Tổ chức cán bộ Tòa án nhân dân tối cao Việt Nam.
Tại Đại hội Đại biểu Đảng bộ tỉnh Bắc Ninh lần thứ XIX nhiệm kỳ 2015 - 2020, ông được bầu là Ủy viên Ban Chấp hành Đảng bộ tỉnh nhiệm kỳ 2015 - 2020, Bí thư Ban cán sự Đảng Cộng sản Việt Nam Tòa án nhân dân tỉnh Bắc Ninh, Chánh án Tòa án nhân dân tỉnh Bắc Ninh.
Tại Đại hội Đại biểu Đảng bộ tỉnh Bắc Ninh lần thứ XX nhiệm kỳ 2020 - 2025, ông tiếp tục được bầu là Ủy viên Ban Chấp hành Đảng bộ tỉnh nhiệm kỳ 2020 - 2025, Bí thư Ban cán sự Đảng Cộng sản Việt Nam Tòa án nhân dân tỉnh Bắc Ninh, Chánh án Tòa án nhân dân tỉnh Bắc Ninh.
Ngày 01/4/2021, Chánh án Tòa án nhân dân tối cao ra Quyết định số 592/QĐ-TANDTC điều động và bổ nhiệm PGS.TS. Phạm Minh Tuyên, Chánh án Tòa án nhân dân tỉnh Bắc Ninh giữ chức vụ Giám đốc Học viện Tòa án.

## Tác phẩm
- Phạm Minh Tuyên, “Sổ tay quy trình giải quyết án hình sự”, NXB Thanh niên, 2012
- Phạm Minh Tuyên, “Các tội phạm về ma túy - cơ sở lý luận và thực tiễn”, NXB Thanh niên, 2013
- Phạm Minh Tuyên, “Các tội xâm phạm trật tự, an toàn giao thông đường bộ - Cơ sở lý luận và thực tiễn xét xử ở Việt Nam”, NXB Thanh niên, 2015
- Phạm Minh Tuyên, "Kỹ năng xét xử các vụ án hình sự", NXB Thanh niên, 2018, 630 trang [9]

## Phong tặng
- Huân chương Lao động hạng Nhất, Nhì, Ba (năm 2020, 2014, 2008)[5]
- Danh hiệu Chiến sỹ thi đua toàn quốc năm 2017[5]
- Bằng khen của Chính phủ (năm 2007, 2013)
- Nhiều bằng khen của Chánh án Tòa án nhân dân tối cao, tỉnh Bắc Ninh[5]
- Danh hiệu Thẩm phán tiêu biểu năm 2018[10]